# 格林伍德 (南卡罗来纳州)
格林伍德（英文：Greenwood），是美国南卡罗来纳州下属的一座城市。城市类型是“City”。其面积大约为16.35平方英里（42.34平方公里）。根据2010年美国人口普查，该市有人口23,222人，人口密度约为每平方 英里1,420.31人（约合每平方公里548.4人）。